# 小松定夫
小松 定夫 （こまつ さだお、1922年6月9日 - 1995年10月30日）は、日本の土木工学者。
工学博士。土木学会名誉会員。大阪大学名誉教授。
専門は薄肉構造理論、弾塑性構造解析理論、空力弾性学など。なかでも薄肉曲線桁理論は都市高架道路橋の建設に影響を与えた。同理論は阪神高速道路の3径間連続鋼床版曲線箱桁橋（土木学会選奨土木遺産）、通称中之島S字橋の設計にも適用された。

## 経歴
大阪市に生まれる。大阪市立都島工業学校機械科、旅順工科大学予科を経て1946年9月、京都帝国大学工学部応用物理学科（旧航空）を卒業した。
民間会社、大阪府技師などを経て、1953年3月大阪市立大学工学部助手に就任する。同大学を講師、助教授と進み、1961年12月京都大学より工博の学位を授与される。1964年9月から1965年7月にかけて米国コロンビア大学に留学し、帰路ヨーロッパを視察した。
1966年6月、大阪大学工学部教授に就任し、土木工学科第1講座 (基本構造学・構造論) を担当した。
1986年3月、大阪大学定年退官し、同大学名誉教授に就任した。同年4月大阪産業大学工学部教授に就任。1993年に定年退職した。

## 受賞等
- 1966年 土木学会論文賞[5]。
- 1976年 土木学会田中賞[6]。